# Frottola

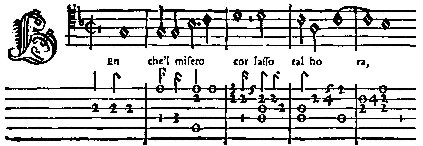
Faksimile madrigalu Philippe Verdelota Ben che'l misero cor v úpravě pro zpěv a loutnu

Výraz frottola pochází z italštiny a představuje v italské renesanční hudbě čtyřhlasou, prostou písňovou formu, která se vyskytovala v období let přibližně 1430 až 1530. Tento písňový útvar se vyvinul na dvorech v Mantově a Ferraře. Název této formy se odvozuje z latinského „frocta“ a označuje spojení nejroztodivnějších myšlenek (houf podivností). Jako hudebněskladebný výraz se uplatňoval v nejrozličnější hudební literatuře.
Mnoho frottol pochází od pěvců-loutnistů, jak byli např. Marchetto Cara či Bartolomeo Tromboncino, ale mnoho dalších skladatelů tento styl imitovalo, mezi nimi např. Josquin Desprez. Dalším vývojovým stupněm frottoly je madrigal, vzniklý okolo roku 1530.